# Worachai Jaoprakam
Worachai Jaoprakam (thailändisch วรชัย เจ้าประคำ, * 28. Juli 2000) ist ein thailändischer Fußballspieler.

## Karriere
Worachai Jaoprakam erlernte das Fußballspielen in der Universitätsmannschaft der Burapha-Universität. Mit dem Team spielte er zweimal in der Thailand Amateur League. 2020 unterschrieb er beim Kasetsart FC seinen ersten Profivertrag. Der Verein aus der thailändischen Hauptstadt Bangkok spielte in der zweiten Liga des Landes, der Thai League 2. Sein Zweitligadebüt gab er am 28. Februar 2021 im Heimspiel gegen den Nakhon Pathom United FC. Hier wurde er nach der Halbzeitpause für Sarawut Nilphan eingewechselt. Am Ende der Saison 2023/24 belegte er mit Kasetsart den 16. Tabellenplatz und musste somit in die dritte Liga absteigen. Während der Sommerpause wurde dem Chiangmai FC die Lizenz für die zweite Liga verweigert. Den Platz in der zweiten Liga nahm Kasetsart ein.